# Platalea ajaja
La spatola rosata (Platalea ajaja o Fenicottero Down Linnaeus, 1758) è un uccello della famiglia dei Treschiornitidi. È una specie stanziale diffusa in Sudamerica ad est delle Ande e nelle regioni costiere di Caraibi, America Centrale, Messico e della Costa del Golfo degli Stati Uniti.

## Descrizione
La spatola rosata è alta 80 cm ed ha un'apertura alare di 120 – 130 cm. Ha zampe, collo e becco molto lunghi. Gli esemplari adulti hanno testa glabra di colore verdastro (che diviene «marrone dorato» nel periodo della riproduzione), collo bianco e dorso, petto (nel mezzo del quale nella stagione degli amori cresce un ciuffo di penne rosa) e resto del corpo rosa carico. Il caratteristico becco a spatola è grigio. I sessi sono simili.
Diversamente dagli aironi, le spatole volano con il collo esteso. Volano alternando una serie di rigidi battiti d'ala .

## Riproduzione

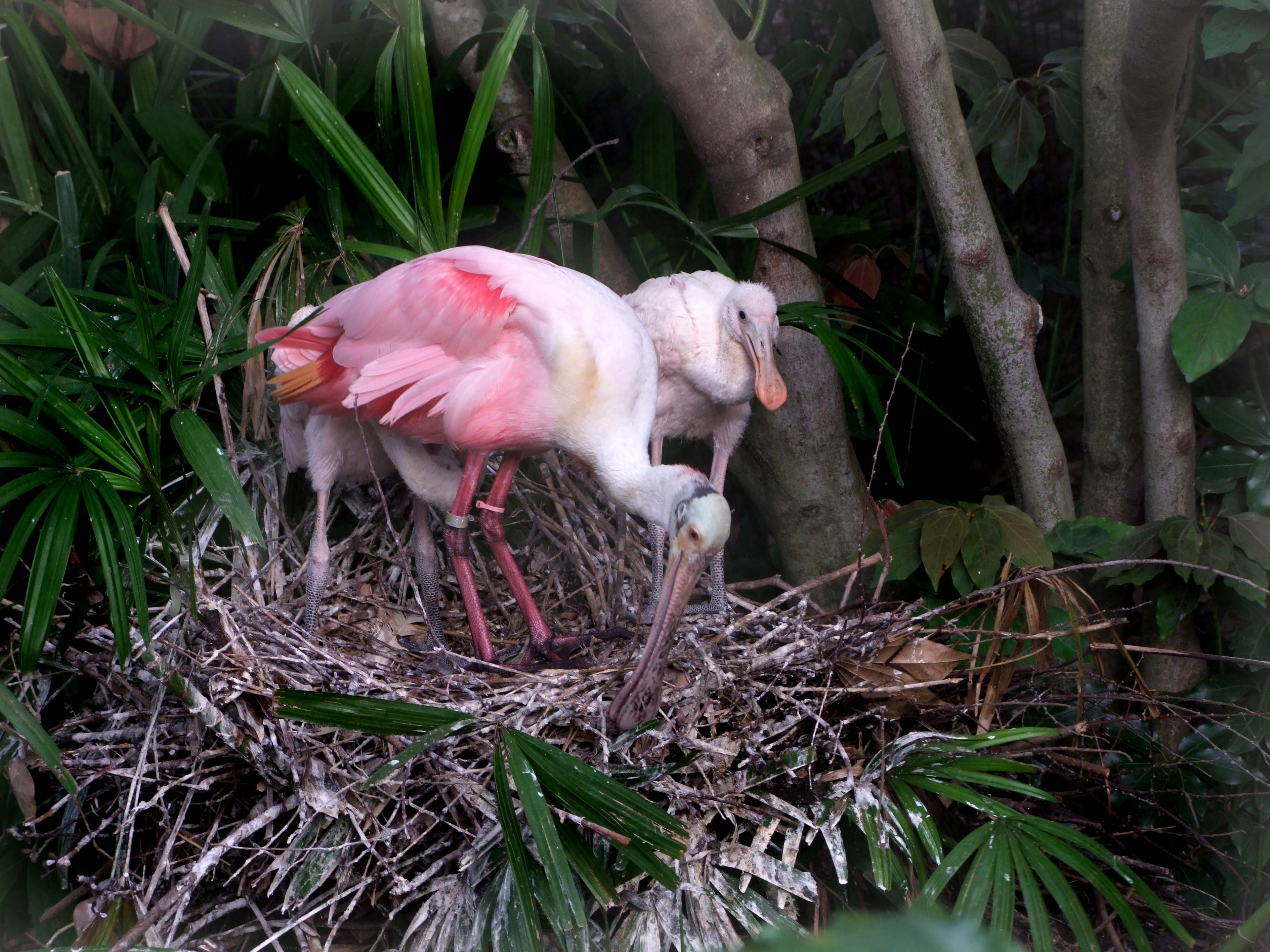
Un adulto con due giovani nel nido

La spatola rosa nidifica su arbusti o alberi, soprattutto di mangrovie, deponendo da 2 a 5 uova, biancastre e ricoperte di chiazzette marroni . Gli immaturi hanno la testa ricoperta di penne bianche e hanno il piumaggio di un rosa più chiaro. Il becco è giallastro o rosastro.

## Conservazione
Si ritiene che gli esemplari adulti non abbiano predatori. I pulcini vengono spesso uccisi da avvoltoi tacchino (i quali possono perfino uccidere esemplari immaturi), aquile calve, procioni e formiche di fuoco . Nel 2006 è stato scoperto un esemplare inanellato di 16 anni, età che lo rende il più vecchio esemplare mai trovato in natura.

## Alimentazione
Questa specie si nutre camminando in acque dolci o costiere, spesso in gruppi numerosi, tenendo il becco immerso e spostandolo qua e là. Mangia crostacei, coleotteri ed eterotteri acquatici, rane, tritoni e i pesci più piccoli ignorati dagli altri trampolieri. Negli Stati Uniti un luogo molto popolare dove osservare la spatola rosata è il Rifugio naturale nazionale di «Ding» Darling, in Florida. Talvolta questi uccelli si accompagnano a garzette nivee, aironi bianchi maggiori, aironi tricolori e pellicani americani.